# Academy of Political Science
La Academia de Ciencia Política  (Academy of Political Science) es una organización sin ánimo de lucro estadounidense y una editorial dedicada a elaborar análisis objetivos y apartidistas de los problemas políticos, sociales y económicos. Tiene su sede en el Interchurch Center Archivado el 2 de febrero de 2021 en Wayback Machine. de la Ciudad de Nueva York. Su Presidente actual es Robert Y. Shapiro.

## Historia
La Universidad de Columbia fundó la Academia de Ciencias Políticas en 1880 para fomentar la cooperación entre la Facultad de Derecho y la de Ciencias Políticas de la Universidad de Columbia. En 1886 la Academia de Ciencia Política comenzó a publicar el cuatrimestral Political Science Quaterly.
En 1910, la Academia de Ciencias Políticas se constituyó como una organización sin ánimo de lucro en el Estado de Nueva York, admitiendo como miembros a todos los que pagaran las cuotas y contando con el apoyo financiero de fundaciones privadas. En ese momento, la academia era una de las pocas organizaciones que reivindicaba elaborar estudios analíticos no partidistas. La Institución Brookings era otra .
La academia organizaba anualmente cenas a las que asistían políticos, diplomáticos, académicos e intelectuales. En 1921, el presidente Warren G. Harding habló a 1.400 hombres y mujeres en un almuerzo en el Hotel Astor declarando su intención de hacer una reorganización drástica del gobierno y un recorte radical de los gastos, afirmando que los gobiernos federal, estatal y municipal habían estado "gastando sin pensar en el mañana ".[4] En 1932, Walter Lippmann habló sobre liberalismo. "La gran preocupación del espíritu liberal", dijo a los invitados, "descansa por fin en la convicción de que a casi cualquier coste los hombres deben mantener abiertos los canales del entendimiento y preservar despejada, lúcida y serena su percepción de la verdad".[5] En 1940, el entonces secretario de Estado Henry L. Stimson utilizó la cena anual de la academia para pronunciar un importante discurso a favor de prepararse para ayudar a Gran Bretaña.
Richard Nixon también asistió a la cena anual de la academia el año 1959 cuando era Vicepresidente de Estados Unidos .
La historia de servicio público de la academia incluye reuniones y conferencias donde los miembros asisten a presentaciones de académicos sobre temas particulares y participan en sus discusiones. En estas conferencias también se recurren a funcionarios públicos involucrados en el tema particular. En 1917, en cooperación con la American Society of International Law (Sociedad Americana de Derecho Internacional), la academia organizó una Conferencia Nacional sobre Relaciones Exteriores de los Estados Unidos. El periódico The New York Times la describió como: "la reunión no oficial más notable de autoridades sobre derecho internacional y comercio, diplomáticos, estadistas, periodistas, publicistas y políticos jamás celebrada en este país". [7] Una conferencia de 1932 celebrada por la academia reunió a distinguidos economistas, banqueros e industriales para discutir "Pasos hacia la recuperación". [8]
Más recientemente, la academia ha patrocinado algunas conferencias junto con otras instituciones y organizaciones importantes como Homes for the Homeless (Hogar para los sin casa), American Hellenic Institute Foundation (Instituto Helénico Americano), Grupo de Investigación de la Presidencia de la Asociación Americana de Ciencia Política, La Escuela de Derecho Benjamin N. Cardozo de la Universidad Yeshiva, la Universidad Cooper Union, Community Service Society of New York (Sociedad de Servicio Comunitario de Nueva York) y The Italian Academy for Advanced Studies in America (Academia Italiana de Estudios Avanzados en América) de la Universidad de Columbia. .
La academia tiene una misión educativa triple:
- Contribuir al examen académico de las Instituciones políticas, y de las políticas y procedimientos públicos ;
- Enriquecer el discurso político y canalizar la búsqueda de lo mejor de las ciencias sociales de una manera comprensible a los dirigentes políticos para su uso en la formulación las política públicas y la forma de gobierno.
- Educar al público general de forma que estén mejor informados y sean partícipes en el proceso democrático.[5]

Los principales medios para cumplir estos objetivos son principalmente la revista de la academia, Political Science Quaterly, publicada desde 1886, así como conferencias de la Academia, y la edición de libros, y otras publicaciones.

## Junta Directiva
La junta directiva de la Academia está compuesta por académicos y administradores, así como por miembros de los sectores legal, empresarial y sin ánimo de lucro que se dedican a la misión educativa de la academia. [10] Los miembros honorarios actuales incluyen al expresidente estadounidense Jimmy Carter, los ex secretarios de Estado George P. Shultz y Madeleine Albright, el ex secretario de Defensa Robert M. Gates, el ex consejero de seguridad nacional Brent Scowcroft y la ex jueza de la Corte Suprema Sandra Day O'Connor..